# José Adrián Bonilla

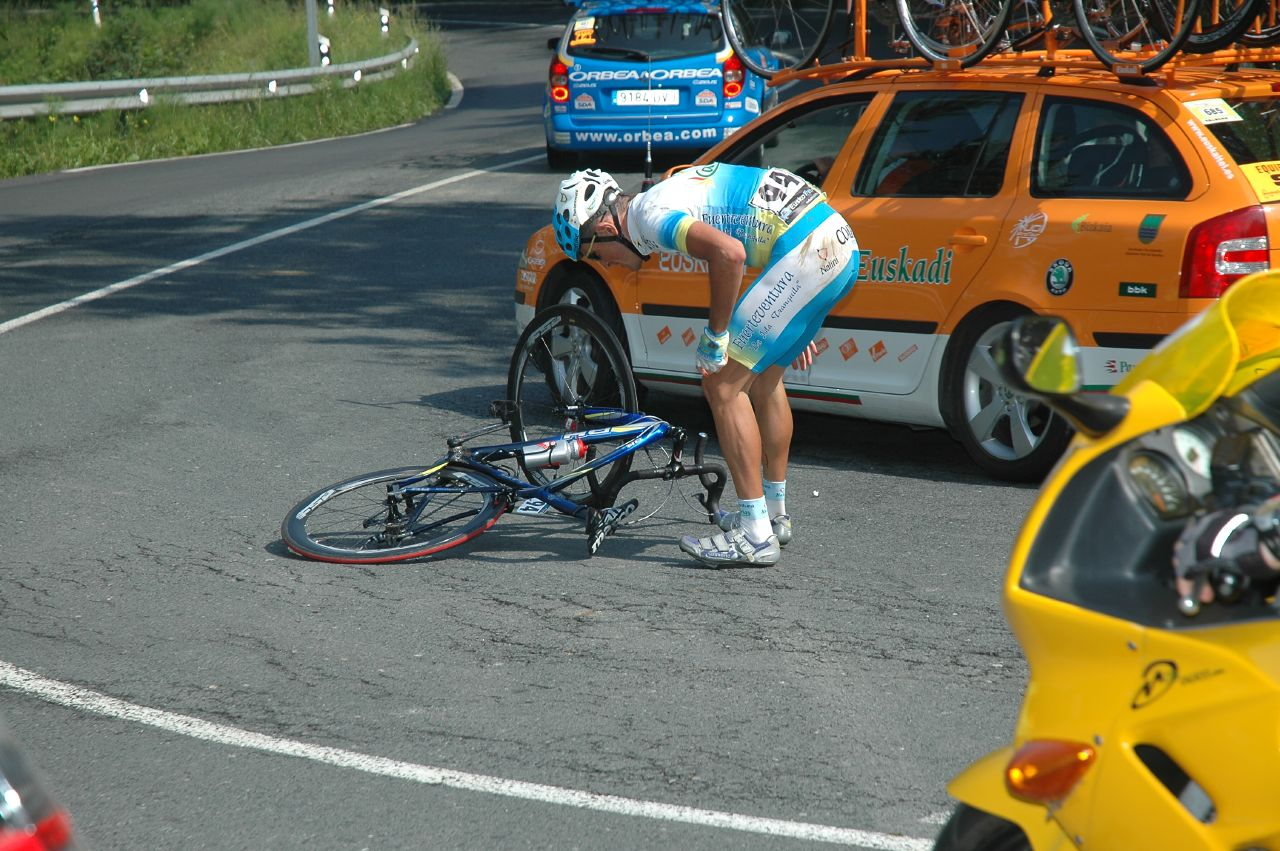
José Adrián Bonilla, Euskal Bizikleta 2007

José Adrián Bonilla (Cartago, 28 april 1978) is een Costa Ricaans wielrenner. In 2004 eindigde hij als 26ste in de olympische mountainbikerace in Athene, zeven plaatsen hoger dan zijn eindklassering in Sydney (2000).

## Belangrijkste overwinningen
2001
- Costa Ricaans kampioen individuele tijdrit op de weg, Elite

2002
- 10e etappe Ronde van Costa Rica

2003
- 3e etappe Ronde van Castilië en León
- Eindklassement Ronde van Galicië
- 3e etappe deel A Ronde van Costa Rica
- 8e etappe Ronde van Costa Rica
- Eindklassement Ronde van Costa Rica
- 2e etappe Ronde van Zamora
- Eindklassement Vuelta a Zamora

2004
- 1e etappe GP Estremadura-RTP
- Costa Ricaans kampioen individuele tijdrit op de weg, Elite

2008
- 10e etappe Ronde van Costa Rica
- 12e etappe Ronde van Costa Rica

2009
- Costa Ricaans kampioen individuele tijdrit op de weg, Elite
- 6e etappe Ronde van Costa Rica
- 11e etappe Ronde van Costa Rica

2010
- Centraal-Amerikaanse en Caraïbische Spelen, individuele tijdrit, Elite
- Costa Ricaans kampioen individuele tijdrit op de weg, Elite

2011
- Costa Ricaans kampioen individuele tijdrit op de weg, Elite
- 7e etappe Ronde van Costa Rica
- 10e etappe Ronde van Costa Rica
- Eindklassement Ronde van Costa Rica

## Ploegen
- 2004 - Comunidad Valenciana - Kelme
- 2005 - Comunidad Valenciana - Elche
- 2006 - Comunidad Valenciana
- 2007 - Fuerteventura - Canarias